# 49. pehotni polk (Avstro-Ogrska)
Za druge 49. polke glejte 49. polk.
49. pehotni polk je bil pehotni polk avstro-ogrske skupne vojske.

## Zgodovina
Polk je bil ustanovljen leta 1715. 

### Prva svetovna vojna
Polkovna narodnostna sestava leta 1914 je bila: 98% Nemcev in 2% drugih. Naborni okraj polka je bil v Sankt Pöltenu, pri čemer so bile polkovne enote garnizirane sledeče: Brno (štab, I. in II. bataljon), Sarajevo (III. bataljon) in Sankt Pölten (IV. bataljon).
V sklopu t. i. Conradovih reform leta 1918 (od junija naprej) je bilo znižano število polkovnih bataljonov na 3.

## Organizacija
1918 (po reformi)
- 1. bataljon
- 2. bataljon
- 4. bataljon

## Poveljniki polka
- 1859: Johann Wilhelm von Braisach[7]
- 1865: Johann Wilhelm von Braisach[8]
- 1879: Othmar Crusiz[9]
- 1908: Gustav Smekal[10]
- 1914: Eduard Hentke[1]